# Canoinhas
Canoinhas là một đô thị thuộc bang Santa Catarina, Brasil. Đô thị này có diện tích 1144,837 km², dân số năm 2007 là 52677 người, mật độ 46,4 người/km².